# XPj (Inschrift)

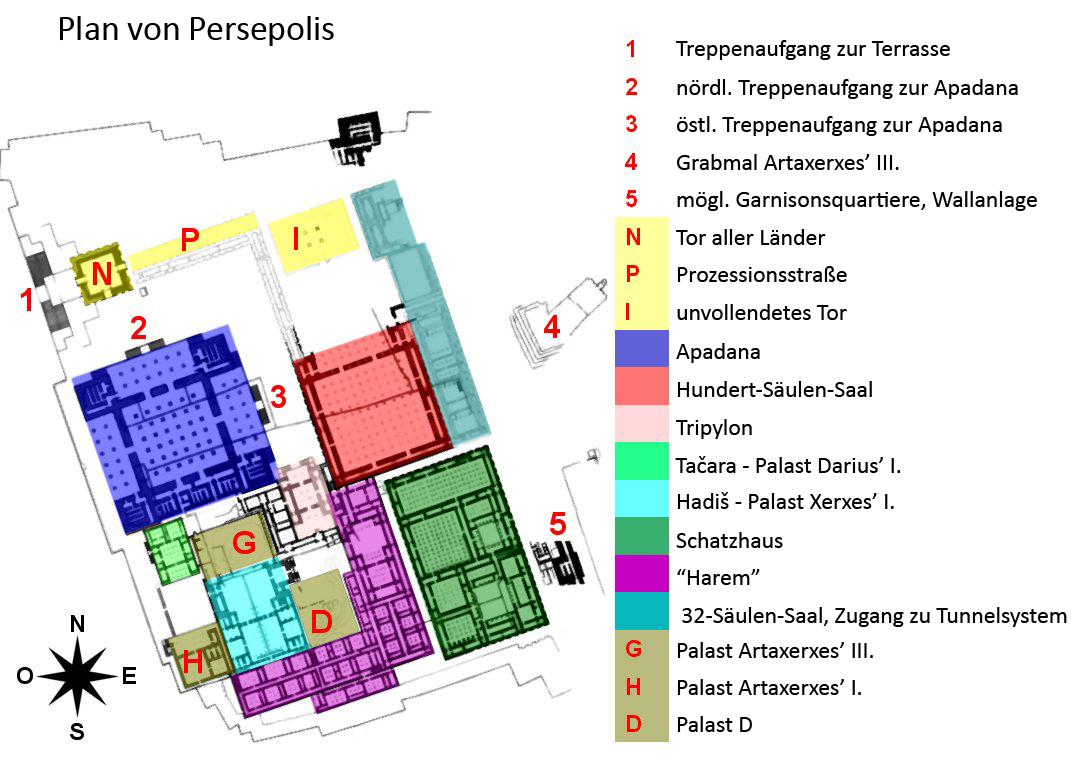
Plan der Terrasse von Persepolis mit den Beamtenunterkünften auf dem Plan mit „Harem“ bezeichnet. Die meisten Bruchstücke der Inschrift XPj wurden in diesem Gebäude in den Räumen 4 bis 6 und dem benachbarten Korridor gefunden (auf dem Plan die angrenzenden linken Räume an den Palast von Xerxes I.)

XPj ist die Abkürzung einer Inschrift von Xerxes I. (X). Sie wurde in Persepolis (P) entdeckt und von der Wissenschaft mit einem Index (j) versehen. Sie liegt in altpersischer, elamischer und babylonischer Sprache auf vielen Fragmenten vor.

## Inhalt
„§1. Ich (bin) Xerxes, der große König, König der Könige, König der Länder, König auf dieser Erde, des Dareios, des Königs, Sohn, ein Achaimenide.
§2. Es kündet Xerxes, der König: Diesen Palast habe ich errichtet.“

## Beschreibung
Die einzeilige Inschrift XPj in drei Sprachversionen ist auf vielen Bruchstücken von Säulenbasen überliefert. Bereits Ernst Herzfeld berichtete 1938 von vielen Bruchstücken von mindestens fünf Säulenbasen und Erich Friedrich Schmidt schreibt 1953 von beinahe 100 Stücken mit Inschriften, die im westlichen Flügel der Beamtenunterkünfte vor allem in den Räumen 4 bis 6 und im benachbarten Korridor im Schutt lagen. Die Räume liegen in unmittelbarer Nachbarschaft zum Balkon des Palasts von Xerxes I., der auf einer viel höheren Ebene liegt und dem die Fragmente zugeordnet werden. Nach einer Rekonstruktion des Palasts gab es insgesamt 56 Säulen in der Haupt- und Vorhalle und den Räumen 9 und 10 des Palasts.
Von den vielen gefundenen Bruchstücken wurde nur ein kleiner Teil veröffentlicht, die aufgrund der Unterschiede im archäologischen Kontext und der Anzahl der Sprachversionen in der Folge unterschiedlichen Inschriften zugeordnet wurden. Die vollständige Textversion von XPj wurde erstmals 1953 von George G. Cameron veröffentlicht.
| Anzahl Fragmente | Frühere Bezeichnungen         | Endgültige Zuordnung | Erstveröffentlichung | Sprachen                           | Fundort                                                                  | Archäologische Objektbezeichnung | Heutiger Standort                                                                                   |
| ---------------- | ----------------------------- | -------------------- | -------------------- | ---------------------------------- | ------------------------------------------------------------------------ | -------------------------------- | --------------------------------------------------------------------------------------------------- |
| 5                | „Xerx. Pers. tač. col“ → XPja | XPj                  | 1938                 | altpersisch, elamisch, babylonisch | Westlicher Flügel der Beamtenunterkünfte                                 | –                                | –                                                                                                   |
| 1                | XPja                          | XPj                  | 1953                 | altpersisch, elamisch, babylonisch | Westlicher Flügel der Beamtenunterkünfte                                 | PT7 191                          | –                                                                                                   |
| 1                | XPja                          | XPj                  | 1953                 | altpersisch, elamisch, babylonisch | Westlicher Flügel der Beamtenunterkünfte                                 | PT7 319                          | –                                                                                                   |
| 1                | XPja                          | XPj                  | 1953                 | altpersisch, elamisch, babylonisch | Westlicher Flügel der Beamtenunterkünfte                                 | PT7 224                          | „lost at sea“                                                                                       |
| 1                | XPj → XPjb                    | XPo                  | 1953                 | altpersisch                        | Westlicher Flügel der Beamtenunterkünfte und Palast D                    | PT7 289                          | –                                                                                                   |
| 1                | DPj → XPjaS1                  | XPn                  | 1972                 | altpersisch, elamisch, babylonisch | Unterhalb der Terrasse westlich vom Palast H                             | –                                | –                                                                                                   |
| 1                | XPjaS2                        | XPs                  | 1998                 | altpersisch, elamisch, babylonisch | Bereich des sog. Frataraka-Tempel aus post-achämenidischer Zeit          | PF 9                             | Institute for the Study of Ancient Cultures, West Asia & North Africa (ISAC), Inventarnummer A19234 |
| 13               | XPl, XPj.                     | XPm                  | 1975                 | altpersisch, elamisch, babylonisch | Kleiner Palast 500 m südwestlich der Südwestecke der Persepolis-Terrasse | –                                | –                                                                                                   |